# Economia da República do Congo
A economia do Congo depende basicamente do comercio, da venda de produtos, e da extração de petróleo e madeira. O governo do país é caracterizado por dificuldades orçamentárias e excesso de funcionários.
No início da década de 1980 a rápida escalada de preços do petróleo possibilitou ao governo financiar projetos de desen, um dos mais elevados da África.
Esforços de reforma econômica foram levados a cabo com o apoio de organismos internacionais, especialmente o Fundo Monetário Internacional e o Banco Mundial, incluídas as consultas do Artigo IV recentemente concluídas. O presidente Denis Sassou-Nguesso, que voltou ao poder após o termo da guerra civil em outubro de 1997, expressou publicamente sua vontade de prosseguir as reformas econômicas e privatizações, além de renovar a cooperação com instituições financeiras internacionais. O progresso econômico foi severamente afetado com a queda dos preços internacionais do petróleo e com a retomada do conflito armado em dezembro de 1998, que pioraram o déficit orçamental da república.
Em 2008, o setor de petróleo foi responsável por 65% do PIB, 85% das receitas do governo, e 92% das exportações.
Em 2009, governo congolês assinou um acordo para alugar 200.000 hectares de terra para agricultores Sul-Africano para reduzir sua dependência das importações.